# 岳飛號巡防艦
岳飛號飛彈巡防艦（舷號：PFG2-1106），為中華民國海軍成功級巡防艦四號艦，1993年9月5日開工、1994年8月28日下水、1996年2月26日服役，與同型艦均為美國海軍派里級巡防艦修改型。原型以船團護衛任務為主要設計核心，在取代陽字號而生產的前提下，中華民國海軍於岳飛號安裝國造雄風飛彈及波佛斯公司L70/40公釐單管快砲，以增強反艦、反快艇能力。
派里級的設計以反潛作戰為主，於低威脅環境下為遠洋船團護航及作為兩棲登陸船團的屏衛，在機能設計上屬於二線、低造價、可犧牲的艦艇。囿於台灣海峽防衛作戰需求與美國對台軍售限制，岳飛軍艦除負責反潛作戰外，也擔負艦隊區域防空任務。目前岳飛號配屬海軍一四六艦隊，母港為海軍馬公基地測天島軍港，平時負責台灣海峽海域偵巡任務。

## 艦歷
1993年9月5日在中國造船公司（今台灣國際造船公司）高雄廠區安放龍骨。
2006年3月20日敦睦遠航訓練支隊準備靠泊帛琉馬拉卡港時，鄭和軍艦在港口碰撞到不明物體碰撞導致俥葉受損失去動力，中華民國海軍派遣岳飛軍艦與拖船2艘前往馳援將鄭和軍艦拖帶回國整修。
2018年漢光34號演習中，繼光號巡防艦（FFG-1105）、岳飛號巡防艦和美國軍售已返國整修的銘傳號巡防艦（FFG-1112）、逢甲號巡防艦（FFG-1115）已經換裝奧托梅萊拉（OTO）原廠匿蹤炮塔。
2022年8月13-15日，本艦近距離監控共軍許昌號飛彈護衛艦。
2023年8月19日，本艦監控執行「海空聯合戰備警巡」任務的共軍052C濟南號。

## 歷任艦長
| 順序 | 姓名   | 軍銜 | 上任日期       | 卸任日期       |
| ---- | ------ | ---- | -------------- | -------------- |
| 1    | 董翔龍 | 上校 | 1995年7月1日   | 1996年12月16日 |
| 2    | 袁中興 | 上校 | 1996年12月16日 | 1998年4月1日   |
| 3    | 石一平 | 上校 | 1998年4月1日   | 1999年8月1日   |
| 4    | 蔣宗良 | 上校 | 1999年8月1日   | 2001年8月16日  |
| 5    | 顏邦新 | 上校 | 2001年8月16日  | 2003年8月1日   |
| 6    | 陳中   | 上校 | 2003年8月1日   | 2004年9月16日  |
| 7    | 遅名琳 | 上校 | 2004年9月16日  | 2006年11月1日  |
| 8    | 蔣正國 | 上校 | 2006年11月1日  | 2008年2月16日  |
| 9    | 蔡正南 | 上校 | 2008年2月16日  | 2009年10月16日 |
| 10   | 曾安國 | 上校 | 2009年10月16日 | 2011年6月1日   |
| 11   | 林奇輝 | 上校 | 2011年6月1日   | 2012年12月1日  |
| 12   | 孫榮祿 | 上校 | 2012年12月1日  | 2014年7月16日  |
| 13   | 傅台生 | 上校 | 2014年7月16日  | 2016年7月16日  |
| 14   | 徐文龍 | 上校 | 2016年7月16日  | 2017年8月1日   |
| 15   | 吳兆成 | 上校 | 2017年8月1日   | 2019年6月1日   |
| 16   | 嚴國倫 | 上校 | 2019年6月1日   | 2020年12月1日  |
| 17   | 馮順天 | 上校 | 2020年12月1日  | 2021年12月1日  |
| 18   | 林慶銘 | 上校 | 2021年12月1日  | 現任           |

## 資料來源
1. ↑  . 自由時報電子報.   [2024-05-15]. （原始内容存档于2024-05-21）.
2. ↑  . mdc.   [2019年7月21日]. （原始内容存档于2019年7月21日） （中文）.
3. ↑  . TVBS新聞網. 2006年7月20日  [2019年7月24日]. （原始内容存档于2019年7月23日） （中文）.
4. ↑  許紹軒、羅添斌、王平宇. . 自由時報. 2006年7月21日  [2019年7月24日]. （原始内容存档于2019年7月23日） （中文）.
5. ↑  .   [2019-07-22]. （原始内容存档于2018-11-08）.
6. ↑  .   [2019-07-22]. （原始内容存档于2020-05-13）.
7. ↑  .   [2019-07-22]. （原始内容存档于2021-03-10）.
8. ↑  . 尖端科技.   [2019年7月21日] （中文）.
9. ↑  劉亭廷 華紹平. . TVBS. 2022-08-19. （原始内容存档于2023-11-03） （中文）.
10. ↑  陳鈺馥. . 自由時報. 2023-08-21. （原始内容存档于2023-08-21） （中文）.

## 外部連結
（繁體中文）中國軍艦博物館-成功級巡防艦